# هارولد إل. هيومز
هارولد إل. هيومز (بالإنجليزية: Harold L. Humes) (11 أبريل 1926، دوغلاس في الولايات المتحدة - 10 سبتمبر 1992، نيويورك في الولايات المتحدة)؛ روائي أمريكي. درس في معهد ماساتشوستس للتكنولوجيا.